# Benoitius hirsutus
Benoitius hirsutus är en stekelart som beskrevs av Jean Risbec 1958. Benoitius hirsutus ingår i släktet Benoitius och familjen finglanssteklar.
Artens utbredningsområde är Kongo. Inga underarter finns listade.